# Henry Sidgwick
Henry Sidgwick, angleški filozof in ekonomist, predstavnik utilitarizma,  *31. maj 1838, † 28. avgust 1900. 
Bil je eden od ustanoviteljev in prvi predsednik Society for Physical Research (društvo za psihične raziskave). Zavzemal se je za boljše in višje izobraževanje žensk. Njegova dela na področju ekonomije so ravno tako pustila trajen pečat. Leta 1875 je ustanovil Newnham College, ki je bil namenjen samo ženskam in je eden od sestavnih delov Univerze v Cambridgeu. Bila je druga Cambriška fakulteta, ki je priznavala ženske (prvi je bil Girton College). Njegov soustanovitelj je bil Millicent Garrett Fawcett.
Leta 1856 je postal član skrivne intelektualne družbe Cambridge Apostles.

## Življenje
Rodil se je v mestu Skipton v Yorkshiru, očetu Reverendu Williamu Sidgwicku (umrl leta 1841) in materi Mary Sidgwick (rojena Crofts, umrla leta 1879). Družina Sidgwick je bila na tem območju zelo znana in uspešna, saj so imeli v lasti najstarejše proizvodno podjetje v mestu, ki se je ukvarjalo s predenjem bombaža s posebnimi predilnimi mlini. Njegov oče je bil ravnatelj osnovne šole Ermysted's Grammar School v Skiptonu. Umrl je, ko je bil Henry star komaj tri leta.
Imel je mlajšega brata Arthurja in sestro Mary (znano tudi pod vzdevkom Minnie) ter starejšega brata Williama, ki se je izobraževal za inštruktorja Univerze v Oxfordu.
Henry je najprej obiskoval šolo Rugby, kasneje pa Kolidž Trinity Univerze v Cambridgeu. Med študijem je postal član elitne intelektualne družbe Cambridge Apostles. Kot študent je bil zelo uspešen na področju matematike in klasične filologije, v tretjem letniku dodiplomskega študija matematike je bil deležen prvovrstnega spoštovanja (razglašen je bil za najuspešnejšega študenta univerze, Wrangler), dobil je prestižno nagrado za poezijo (Chancellor's Gold Medal) in postal Senior Classic tj. najboljši študent klasične filologije.
Leta 1859 je diplomiral in oktobra istega leta kot podiplomski študent dobil zaposlitev in posebno štipendijo na Kolidžu Trinity, kjer je poučeval klasično filologijo. Leta 1869 je namesto klasične filologije začel poučevati moralno filozofijo. Istega leta se je odpovedal plačilu za svoje delo, saj se je opredeljeval kot član Anglikanske Cerkve in zaradi tega ni imel čiste vesti. Vseeno je nadaljeval s poučevanjem in bil leta 1875 imenovan za predavatelja politične in moralne filozofije ter bil leta 1881 razglašen za prostovoljnega člana. Leta 1883 je dosegel višjo filozofsko profesuro (Knightbridge Professor of Philosophy), v letu 1885 pa so ga zopet zaposlili in mu dodelili štipendijo, saj so se cerkvena pravila omilila.

## Delo
Izdal je delo Metode etike (The Methods of Ethics, 1874), s katerim si je pridobil ugled in spoštovanje tudi izven univerze. Leta 1876 se je poročil z Eleanor Mildred Balfour, ki je bila sestra njegovega nekdanjega učenca Arthurja Balfourja. Bil je eden glavnih ustanoviteljev Društva za psihične raziskave (Society for Psychical Research) in član Metafizičnega društva (Metaphysical society).
Prav tako je zagovarjal in zastopal višjo in boljšo izobrazbo žensk. Spodbujal je testiranje žensk in na univerzi v Cambridgeu nudil priprave na izpite. S pomočjo Anne Clough je ustanovil Newnham College v sklopu Univerze Cambridge. Njegova žena, Eleanor Sidgwick, je po smrti Anne Clough (1892) postala ravnateljica Newnham College-a. Leta 1880 so univerzi dogradili severno dvorano, kamor se je Sidgwick preselil z ženo in tam živel do svoje smrti. Ves ta čas si je prizadeval za dobrobit univerze.

## Smrt
Leta 1900 je zbolel za rakom, zato se je bil prisiljen odpovedati profesorskemu poklicu ter nekaj mesecev pozneje umrl. Pokopan je na Terling All Saints Churchyard, Terling, Essex, skupaj z ženo.
Po njem je poimenovan The Sidgwick Site, del Univerze v Cambridgeu.

## Delovanje
Sidgwick je veljal za znanega učitelja. Zanimal se je za fizične fenomene, a se je večinoma osredotočal na religijo in filozofijo. Odraščal je pod vplivom Anglikanske Cerkve, od katere se je kasneje oddaljil in se v letu 1862 oklical za teista, neodvisnega od ustanovljenih religij. Na krščanstvo je gledal kot na “nepogrešljivo in nenadomestljivo - iz sociološkega vidika,” in se z njim nikoli ni versko poistovetil. 
V politični ekonomiji je bil zagovornik utilitarizma. Njegovo delo so zaznamovale raziskave prvih načel, tako kot razlikovanje pozitivnega in normativnega sklepanja ter s kritično analizo, ki pa ni vedno konstruktivna. Nanj je med drugim vplival tudi Alfred Marshall, ustanovitelj Cambriške ekonomske šole.
Na področju filozofije se je Sidgwick osredotočal na etiko, še posebno na proučevanje intuitivnih načel ravnanja in zdravo-razumne morale. Ta področja obravnava v delu Metode etike (1874). Sidgwickovo stališče bi lahko opisali kot etični hedonizem, ki pa ni egoističen in se zato razločuje kot univerzalističen (različica utilitarizma). V Sidgwickovem pogledu je eno glavnih etičnih vprašanj to, ali se lastni interesi in dolžnosti vedno ujemajo. Trdi, da se v veliki meri ujemajo, a da ni dokazljivo, da si nikoli ne bi nasprotovali. Sistem kaznovanja in nagrajevanja se s filozofsko etiko, po Sidgwickovem mnenju, ne skladajo. Z drugimi besedami, obstaja t. i. dualizem praktičnega razloga.

## Dela
- The Methods of Ethics. London, 1874, sedma izdaja: 1907.

- The Theory of Evolution in its application to Practice, in Mind, Volume I, prva izdaja: januar 1876, 52–67,

- Principles of Political Economy. London, 1883. Tretja izdaja: 1901.

- The Scope and Method of Economic Science. London, 1885.

- Outlines of the History of Ethics for English Readers. London, 1886. Peta izdaja: 1902.

- The Elements of Politics. London, 1891. Četrta izdaja: 1919.

- "The Philosophy of Common Sense", v Mind, izdaja IV, številka 14, april 1895, 145–158.

- Economic science and economics, Palgrave's Dictionary of Political Economy, 1896, v. 1, ponatisnjeno v The New Palgrave:

A Dictionary of Economics, 1987, v. 2, 58–59.
- Practical Ethics. London, 1898. Druga izdaja: 1909.

- Philosophy; its Scope and Relations. London, 1902.

- Lectures on the Ethics of T. H. Green, Mr Herbert Spencer and J. Martineau. 1902.

- The Development of European Polity. London, 1903. Tretja izdaja: 1920

- Miscellaneous Essays and Addresses. London, 1904.

- Lectures on the Philosophy of Kant and other philosophical lectures and essays. London, 1905.

## "The Methods of Ethics"
V času svojega življenja je napisal knjigo z naslovom The Methods of Ethics (slovensko, “Metode Etike”). V delu opisuje tri metode etike: egoizem, intuicijska morala in utilitarizem. Prva različica knjige je bila natisnjena leta 1874 v Londonu, sledile pa so ponovne izdaje v letih 1877, 1884, 1890, 1893, 1901 in 1907.
1. 1 2  data.bnf.fr: platforma za odprte podatke — 2011.
2. ↑  Encyclopædia Britannica
3. 1 2  Oxford Dictionary of National Biography — Oxford: OUP, 2007.
4. ↑  SNAC — 2010.

- Henry Sidgwick. 8.5.2015. [citirano 28.11.2017]. Dostopno na naslovu: https://plato.stanford.edu/entries/sidgwick/.